# 田中源太郎
田中 源太郎（たなか げんたろう、嘉永6年1月3日（1853年2月10日） - 大正11年（1922年）4月3日）は、京都府旧桑田郡亀山北町生まれの政治家、実業家。1869年亀岡陸運を創業、のちに京都株式取引所、京都商工銀行、亀岡銀行の各頭取などを務めた。衆議院議員当選3回（1、2、3回総選挙）、貴族院多額納税者議員。

## 生涯
丹波国桑田郡亀山北町（現在の京都府亀岡市）に、田中蔵一の次男として生まれたが、兄が早くに亡くなったため田中家の家督を継ぐべく英才教育を受けて育った。北村龍象の私塾学半堂や横井忠直、山本覚馬らにも師事し、儒学、政治経済など幅広い分野を成績優秀で修めたとされる。田中家は代々亀山藩の御用商人として取り立てられた商家として栄え、父・蔵一は櫓奉行格に取り立てられ、会計方として亀山藩に仕えていた人物であったため、源太郎も経済界で活躍することを期待されて育った。
源太郎が実際に設立に関わったとされる事業は30を超えるが、中でも著名なのは、現在の京都銀行の前身「亀岡銀行」の設立、のちに京都証券取引所となる「京都株式取引所」、「京都電燈株式会社」、「京都鉄道株式会社」などである。また政界においては、1874年に桑田郡追分村戸長を務めたのを皮切りに、京都府会議員、衆議院議員、貴族院多額納税者議員なども務め、文字通り関西政財界のトップとして君臨し続けた。その他、現在の立命館大学の前身「京都法政学校」の設立にも浜岡光哲らとともに賛助員として加わっている。
1922年4月3日、源太郎自身がかつて社長を務めた京都鉄道の国有化後の後身である山陰本線の園部発京都行き列車に乗車中、清滝付近（現在の嵯峨嵐山・保津峡間付近、今はトロッコ列車〈嵯峨野観光鉄道・嵯峨野観光線〉の線路となっている。）の保津川橋梁上で起きた脱線事故に巻き込まれ、列車もろとも保津川へ転落して亡くなった。
2022年現在、田中源太郎の生家は改築されレストラン（楽々荘）として利用されており、1997年には国の登録有形文化財に登録されている。

## 貴族院議員
1897年（明治30年）京都府多額納税者として貴族院多額納税者議員に互選され、同年9月29日から1904年（明治37年）9月28日まで在任。1911年（明治44年）にも再選され、同年9月29日から1918年（大正7年）9月28日まで在任し、貴族院議員を通算2期務めた。

## 死をめぐる異説
実際には亀岡駅周辺の土地所有に絡む利益誘導に怒った地元民によって暗殺されたという説がある。
一方、大金持ちの事故死ということで、様々な憶測が生れた可能性もあり、遺体が発見されなかったことについては、否定する証言がある。政経リポート平成16年4月5日号掲載「保津峡秘話」には以下のような遺体発見者の証言がある。

## 家族
- 父・田中蔵一 - 亀岡藩御用達商人
- 妻・まさ - 垂水新太郎の妹。[7]
- 長男・田中一馬（1877年生） - 東京高等商業学校（現・一橋大学）卒業後実業界に入り、貴族院議員を経て、源太郎らが興した京都織物株式会社の取締役から会長となった[8][9]。内貴清兵衛の妹と結婚し、子に京都ダイカスト工業会長の田中秀雄、味の素会長の鈴木恭二、倉敷紡績会長の田中敦らがいる。三男の磐男は西村総左衛門の娘婿となり家督を継いで襲名、千總社長を務めた。
- 長女・原田あい（1878年生） - 京都府曽我部村の地主で亀岡銀行取締役の原田縫之助の妻。[7]
- 二男・田中二郎(1882年生) - 第一銀行常務。京都帝国大学法科大学卒。岳父は松山棟庵。[7]
- 三男・深田政太郞(1886年生) - 地主の深田卯兵衞の養子となる[10]
- 三女・有地美代子(1886年生) - 男爵有地藤三郎の妻。
- 四男・田中玄蔵(1887年生) - 田中数之助の養子
- 七男・西村幸二郎(1895年生) - 日本ベークライト社長。西村茂樹の三女・スミの養子。前妻は押川則吉の娘、後妻は山室宗武の娘。[7]
- 養弟・従兄弟・ 田中数之助 - 父蔵一の兄・原田八六の二男で、蔵一の長女こまと結婚して婿養子となり後に分家。酒造業を経営し、京都府農工銀行頭取、衆議院議員を務め、源太郎の事業の協力者でもあった[11]。